# Леонова Ольга Федорівна
Ольга Федорівна Леонова (1895, місто Москва, тепер Російська Федерація — ?) — радянська діячка, вчителька і директор 175-ї середньої школи Свердловського району міста Москви. Депутат Верховної Ради СРСР 1—2-го скликань.

## Біографія
Народилася в робітничій родині. Батько малював вивіски, мати була кравчинею. Закінчила чотири класи початкової школи і вище початкове училище в Москві.
Після закінчення училища деякий час працювала в Московській міській управі. У 1913 році склала екзамени на звання народної вчительки.
У 1913—1917 роках — вчителька Завидовської сільської земської школи Московської губернії. У 1917 році, після смерті матері, повернулася до Москви, давала приватні уроки.
З 1918 року працювала вчителькою і вихователькою в дитячій колонії в Барвисі Московської губернії, потім — в Нахабинській сільськогосподарській колонії під Москвою.
З 1930-х років — вчителька початкових класів 25-ї зразкової (потім — 175-ї середньої) школи Свердловського району міста Москви.
На 1945—1946 роки — директор 175-ї середньої школи Свердловського району міста Москви.

## Нагороди
- ордени
- медалі